# Тепік
Тепік (ісп. Tepic) — місто і муніципалітет в Мексиці, адміністративний центр штату Наярит. Населення 334 863 чоловік (з передмістями 429 351 особа).

## Клімат
Місто знаходиться у зоні, котра характеризується кліматом тропічних саван. Найтепліший місяць — червень із середньою температурою 22.8 °C (73 °F). Найхолодніший місяць — січень, із середньою температурою 15.6 °С (60 °F).
| Клімат Тепіка           | Клімат Тепіка | Клімат Тепіка | Клімат Тепіка | Клімат Тепіка | Клімат Тепіка | Клімат Тепіка | Клімат Тепіка | Клімат Тепіка | Клімат Тепіка | Клімат Тепіка | Клімат Тепіка | Клімат Тепіка | Клімат Тепіка |
| Показник                | Січ.          | Лют.          | Бер.          | Квіт.         | Трав.         | Черв.         | Лип.          | Серп.         | Вер.          | Жовт.         | Лист.         | Груд.         | Рік           |
| Абсолютний максимум, °C | 31,5          | 33,5          | 34,5          | 38            | 35            | 39            | 37,5          | 38,5          | 35,2          | 39,5          | 36            | 36,5          | 39,5          |
| Середній максимум, °C   | 24,6          | 25,6          | 26,8          | 28,7          | 30            | 29,2          | 28,2          | 28,2          | 28            | 27,8          | 27,1          | 25,3          | 27,5          |
| Середня температура, °C | 16            | 17            | 18            | 20            | 21            | 23            | 23            | 23            | 23            | 22            | 19            | 17            | 20            |
| Середній мінімум, °C    | 8             | 7,6           | 8,4           | 10,1          | 12,9          | 17,4          | 18,5          | 18,5          | 18,5          | 16            | 11,5          | 9,7           | 13,1          |
| Абсолютний мінімум, °C  | 1,5           | −0,4          | 1             | 0             | 5,5           | 8             | 12,5          | 10            | 11            | 6             | 4             | 1,5           | −0,4          |
| Норма опадів, мм        | 26            | 12            | 2             | 2             | 6             | 164           | 365           | 311           | 234           | 87            | 15            | 33            | 1255          |
| Днів з дощем            | 2,6           | 1,2           | 0,4           | 0,6           | 0,8           | 10,7          | 22,2          | 20,9          | 18,1          | 7,3           | 1,8           | 2,8           | 89,4          |
| ----------------------- | ------------- | ------------- | ------------- | ------------- | ------------- | ------------- | ------------- | ------------- | ------------- | ------------- | ------------- | ------------- | ------------- |
| Джерело: Weatherbase    |               |               |               |               |               |               |               |               |               |               |               |               |               |

## Назва
За однією з прийнятих версій назва міста походить з слів ацтекської мови «tetl» (камінь) і «picqui» (тверді речовини), і таким чином, слово «тепік» означає «місце масивних каменів». Інші автори вважають, оригінальна назва походить від слова tepec, що означає «населене місце». Також є версія, що назва походить від слова tepictli (місцевий сорт кукурудзи) і означає «земля кукурудзи». Це також означає «місто між пагорбів». Заснування міста веде до доіспанських часів, до прибуття перших європейців тут народ тлатоанасго (tlatoanazgo) знаходився в залежності від вождів уейтлатоанасго (hueitlatoanazgo) з Халіско.

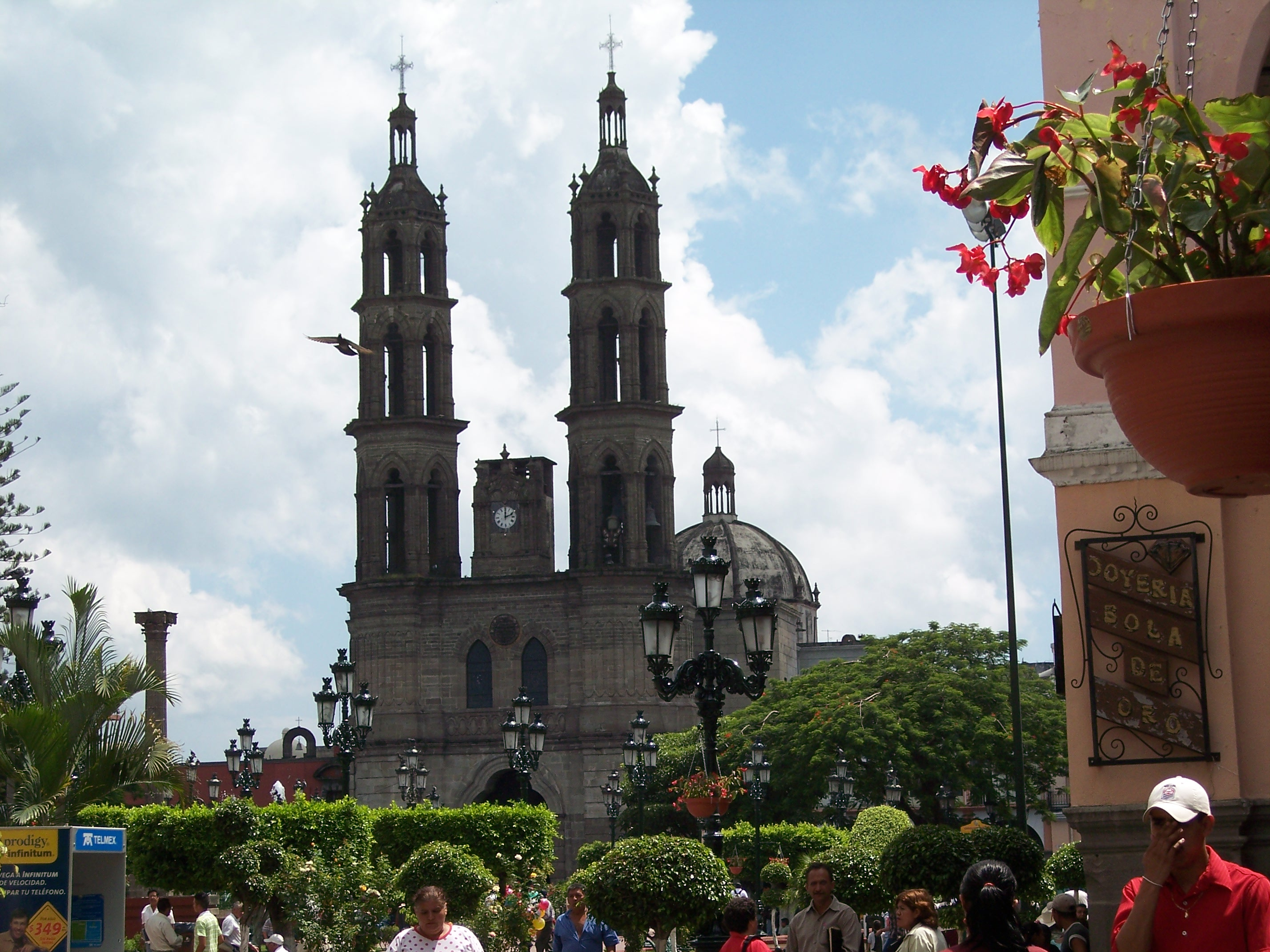
Кафедральний собор Тепік.

## Історія
Першим іспанцем, який досяг Наяриту був племінник конкістадора Ернана Кортеса Франсиско Кортес де Сан Буенавентура (ісп. Francisco Cortés de San Buenaventura). Завоювання регіону в 1530 році завершив Нуно де Гусман (англ. Nuño Beltrán de Guzmán), який в пошуках багатств вирішив покинути пост голови Королівського суду і організував військову експедицію на північному заході Мексики, заодно заснувавши поселення Villa del Espíritu Santo de la Mayor España, трохи південніше від того місця, де зараз знаходиться Тепік. 25 січня 1531 року указом королеви Хуани I на завойованій території було утворено Королівство Нова Галісія, столицею якої стала Вілья-дель-Еспіріто-Санто, назва якої було змінено на Santiago de Galicia de Compostela. Через проблеми з місцевими індіанцями місто було покинуте іспанцями в 1542 році. У 1768 року трохи північніше від Компостели стало відроджуватися селище Тепік, яке знаходилося в стратегічно важливому місці.
Після здобуття Мексикою незалежності в 1821 році Тепік був кантоном в штаті Халіско. З початку XX століття Тепік почав упорядковувати. З'явилися вуличне освітлення, телефонні лінії, система водопостачання та каналізації, були розширені парки тощо. У січні 1917 році, після утворення штату Наярит, Тепік став його столицею.
У місті є підприємства харчової, текстильної, промисловості, також є заклади культури й освіти. Розвинена транспортна інфраструктура. Неподалік розміщено невеликий аеропорт.

## Фотографії

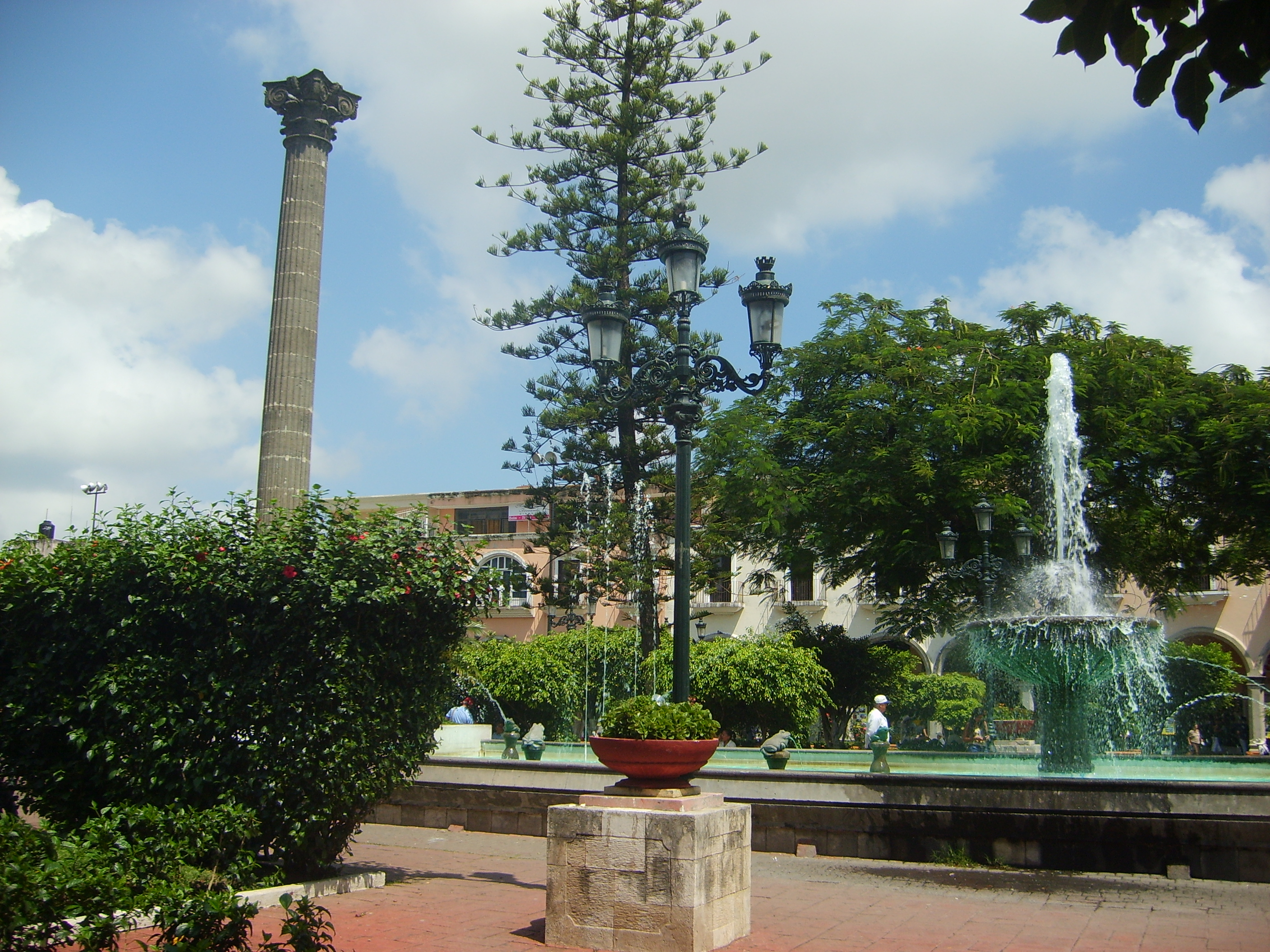
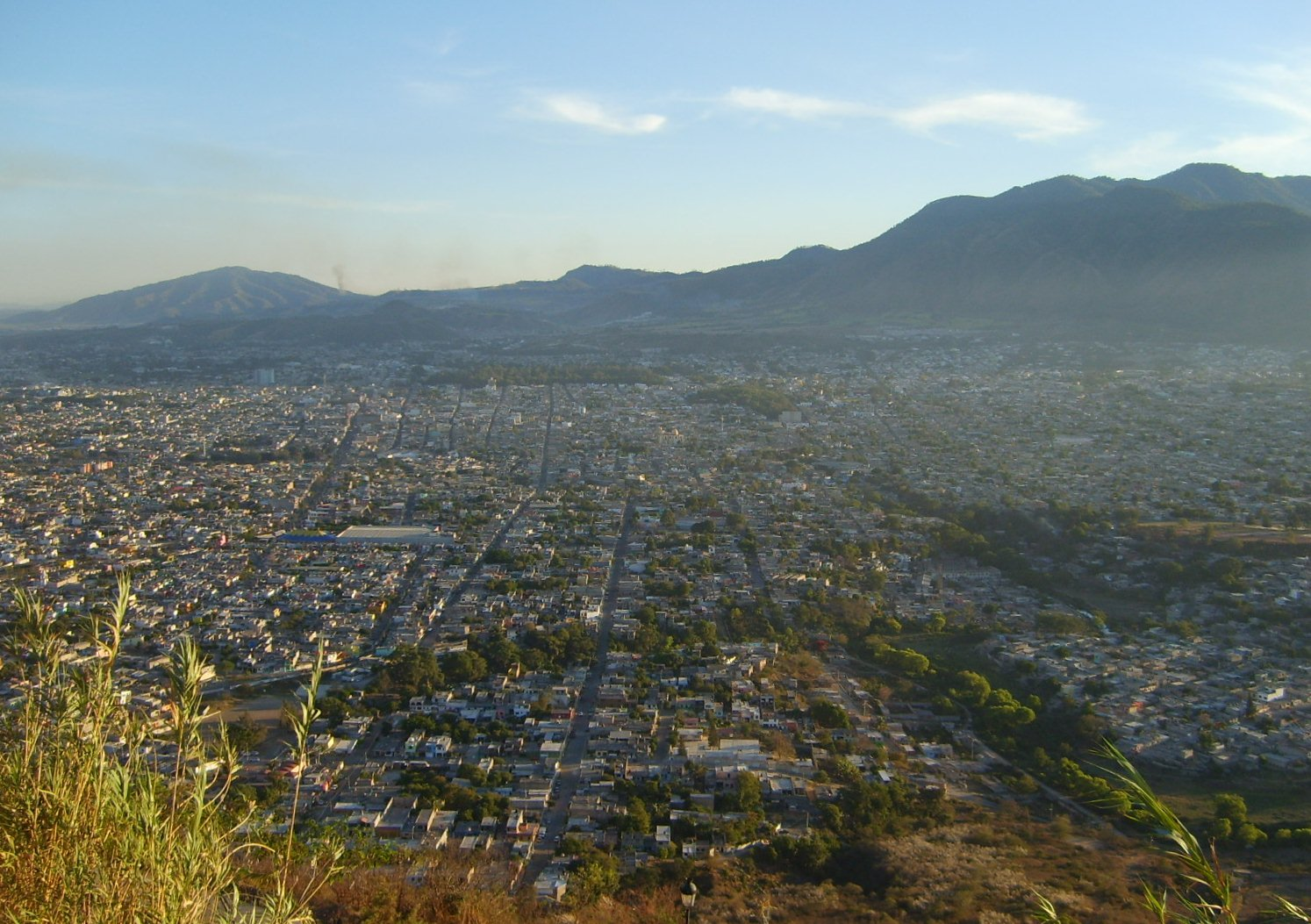
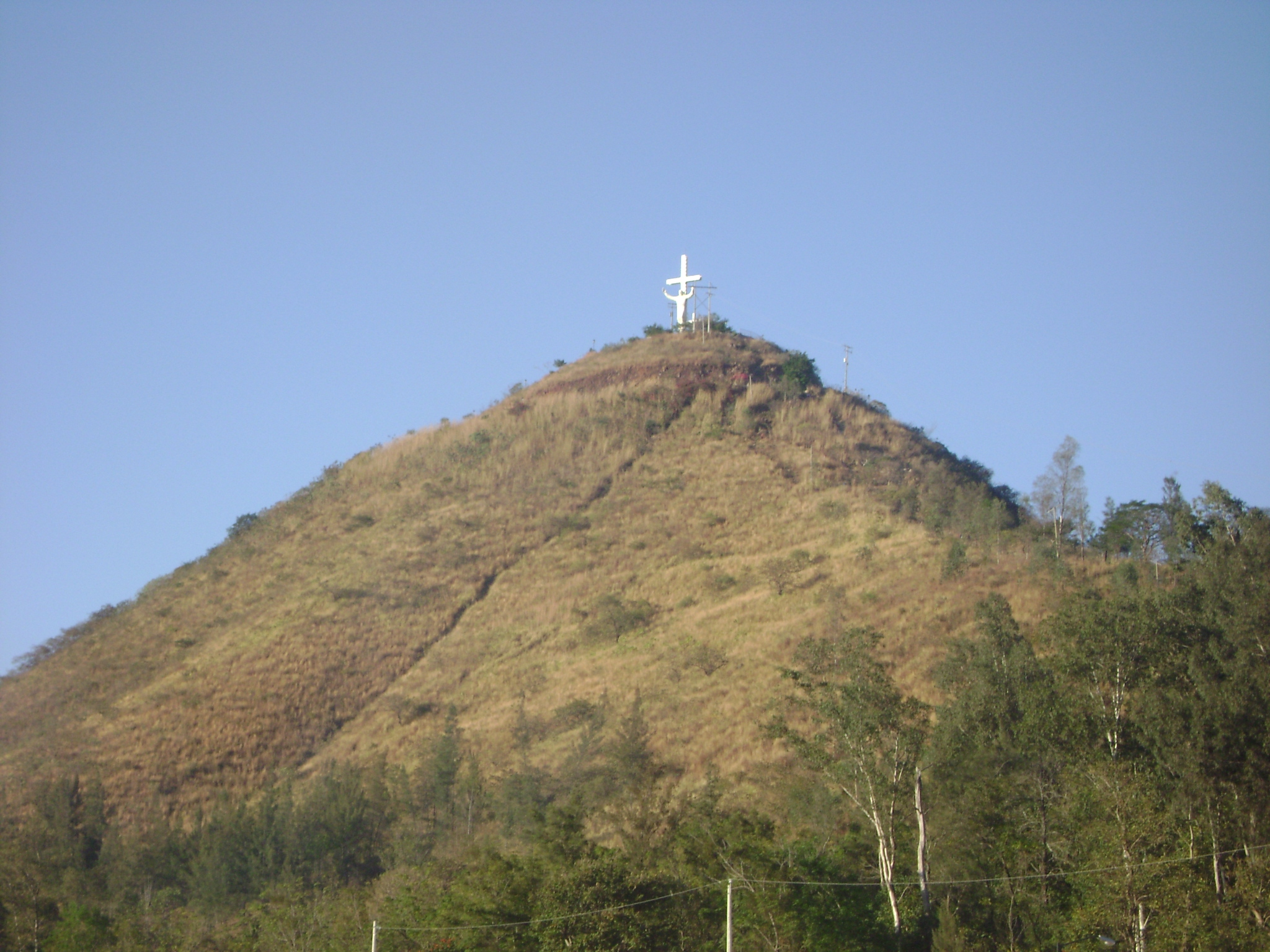